# Cleidogona felipina
Cleidogona felipina är en mångfotingart som beskrevs av Shear 1974. Cleidogona felipina ingår i släktet Cleidogona och familjen Cleidogonidae. Inga underarter finns listade i Catalogue of Life.